# Opapatika : Les Immortels
Pour plus de détails, voir Fiche technique et Distribution.
Opapatika : Les Immortels (thaï : โอปปาติก เกิดอมตะ) est un film thaïlandais réalisé par Thanakorn Pongsuwan sorti en 2007. En France, le film est directement sorti en vidéo le 4 mars 2009.

## Synopsis
À la suite d'un tragique événement au cours de sa vie, le jeune Jirat se réincarne en Opapatika, un être immortel doté de certains pouvoirs.

## Fiche technique
- Titre français : Opapatika : Les Immortels
- Titre original : โอปปาติก เกิดอมตะ

- Réalisation : Thanakorn Pongsuwan
- Scénario : Thanakorn Pongsuwan
- Producteur : Prachya Pinkaew, Sukanya Vongsthapat
- Société de production : Sahamongkol Film International
- Pays d'origine : Thaïlande
- Langue : Thaï
- Genre : Action, Fantastique
- Durée : 100 min.
- Date de sortie : Thaïlande : 23 octobre 2007[3],[4] -  France : 4 mars 2009 en DVD

## Distribution[5],[6]
- Somchai Kemklad : Jirat
- Shahkrit Yamnarm (ชาคริต แย้มนาม ; Chakrit Yaemnam) : Paison
- Ray MacDonald (เร แม็คโดแนลด์) : Aroot
- Athip Nana (อธิป นานา) : Ramil
- Nirut Sirichanya (นิรุตติ์ ศิริจรรยา) : Sadok
- Kemapsorn (Khemupsorn) Sirisukha (เข็มอัปสร สิริสุขะ) : Pran
- Puttipong Sariwat (Leo Putt) (พุฒิพงศ์ ศรีวัฒน์ (ลีโอ พุฒ)) : le détective Techit (Taesit)
- Pongpat Wachirabunjonp : Thoovathit (Thuvathit)

## Réception
Lors de sa sortie en Thaïlande, Opapatika est resté deux semaines en tête du box office.